# Охлупін Володимир Іванович
Володимир Іванович Охлупін (17 лютого 1910, місто Москва, тепер Російська Федерація — ?) — радянський киргизький державний діяч, 1-й секретар Іссик-Кульського окружного і обласного комітетів КП(б) Киргизії.

## Життєпис
Член ВКП(б).
У 1939 — грудні 1939 року — 1-й секретар Іссик-Кульського окружного комітету КП(б) Киргизії.
У грудні 1939 — 1940 року — секретар організаційного бюро ЦК КП(б) Киргизії по Іссик-Кульській області, 1-й секретар Іссик-Кульського обласного комітету КП(б) Киргизії.
У 1940—1941 роках — заступник народного комісара автомобільного транспорту Киргизької РСР.
З вересня 1941 року — на політичній роботі в Червоній армії, учасник німецько-радянської війни. З 1942 по червень 1943 року — відповідальний секретар партійної комісії 213-ї стрілецької дивізії. З червня 1943 року — заступник командира із політичної частини 793-го стрілецького полку 213-ї стрілецької дивізії 49-го (24-го гвардійського) стрілецького корпусу 7-ї гвардійської армії. Потім служив у 213-й стрілецькій дивізії Воронезького фронту та в Політичному управлінні 2-го Білоруського фронту. У 1945 році — військовий комендант повіту та міста Нойштреліц у Німеччині.
Після війни продовжив військову службу. Звільнений у запас 27 травня 1964 року.
Подальша доля невідома.

## Звання
- капітан (на 1943)
- майор
- підполковник (на 1951)
- полковник

## Нагороди
- два ордени Вітчизняної війни І ст. (16.11.1943, 22.06.1945)
- три ордени Червоної Зірки (12.08.1943, 24.06.1948, 30.12.1956)
- медаль «За бойові заслуги» (19.11.1951)
- медаль «За перемогу над Німеччиною у Великій Вітчизняній війні 1941—1945 рр.» (1945)
- медалі